# Phygadeuon
Phygadeuon är ett släkte av steklar som beskrevs av Johann Ludwig Christian Gravenhorst 1829. Phygadeuon ingår i familjen brokparasitsteklar.

## Bildgalleri

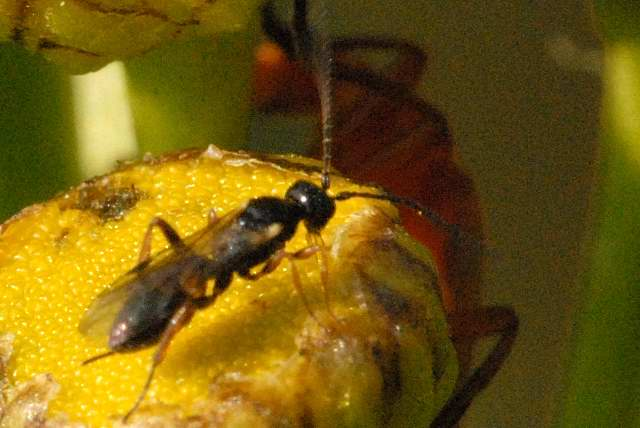
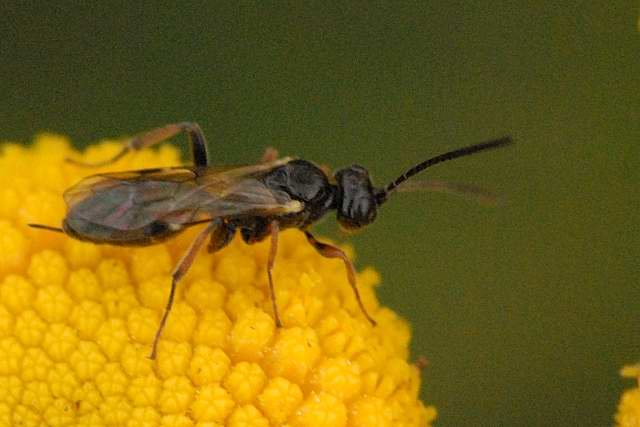

## Dottertaxa tillPhygadeuon, i alfabetisk ordning[1][2]
- Phygadeuon aciculatus
- Phygadeuon acutipennis
- Phygadeuon akaashii
- Phygadeuon alaskensis
- Phygadeuon albirictus
- Phygadeuon alpinus
- Phygadeuon ambiguus
- Phygadeuon americanus
- Phygadeuon ankaratrus
- Phygadeuon antarticus
- Phygadeuon arcticus
- Phygadeuon argyrostomus
- Phygadeuon armadillidii
- Phygadeuon atricolor
- Phygadeuon atropos
- Phygadeuon austriacus
- Phygadeuon bavaricus
- Phygadeuon bellator
- Phygadeuon bidens
- Phygadeuon bidentatus
- Phygadeuon borealis
- Phygadeuon brachyurus
- Phygadeuon brevitarsis
- Phygadeuon brischkii
- Phygadeuon brutus
- Phygadeuon camargator
- Phygadeuon campoplegoides
- Phygadeuon canadensis
- Phygadeuon canaliculatus
- Phygadeuon capitalis
- Phygadeuon cephalicus
- Phygadeuon cephalotes
- Phygadeuon cephalotops
- Phygadeuon chilosiae
- Phygadeuon clotho
- Phygadeuon clypearis
- Phygadeuon coloradensis
- Phygadeuon connectens
- Phygadeuon crassicornis
- Phygadeuon crassus
- Phygadeuon cubiceps
- Phygadeuon curvatus
- Phygadeuon curviscapus
- Phygadeuon cylindraceus
- Phygadeuon decisus
- Phygadeuon detestator
- Phygadeuon devonensis
- Phygadeuon dimidiatus
- Phygadeuon dissimilis
- Phygadeuon domesticae
- Phygadeuon dromicus
- Phygadeuon dubius
- Phygadeuon dumetorum
- Phygadeuon elegans
- Phygadeuon eleganticornis
- Phygadeuon elliotti
- Phygadeuon elongatus
- Phygadeuon ensator
- Phygadeuon epochrae
- Phygadeuon erytromelas
- Phygadeuon exannulatus
- Phygadeuon excavatus
- Phygadeuon exiguus
- Phygadeuon facialis
- Phygadeuon fasciatae
- Phygadeuon filipendulae
- Phygadeuon flavimanus
- Phygadeuon forticornis
- Phygadeuon fraternae
- Phygadeuon fumator
- Phygadeuon geniculatus
- Phygadeuon gloriator
- Phygadeuon gracilentus
- Phygadeuon gracilis
- Phygadeuon habermehli
- Phygadeuon hastatus
- Phygadeuon hercynicus
- Phygadeuon hispanicus
- Phygadeuon hudsonicus
- Phygadeuon inaris
- Phygadeuon incertus
- Phygadeuon infelix
- Phygadeuon interstitialis
- Phygadeuon kiashii
- Phygadeuon kochiensis
- Phygadeuon kozlowi
- Phygadeuon lachesis
- Phygadeuon laevigator
- Phygadeuon laevipleuris
- Phygadeuon laeviventris
- Phygadeuon lapponicus
- Phygadeuon largitator
- Phygadeuon lateareolatus
- Phygadeuon laticinctus
- Phygadeuon laticollis
- Phygadeuon lechevallieri
- Phygadeuon lehmanni
- Phygadeuon leucostigmus
- Phygadeuon liosternus
- Phygadeuon longigena
- Phygadeuon macrocephalus
- Phygadeuon madecassus
- Phygadeuon magnicornis
- Phygadeuon magnocephalus
- Phygadeuon manitouensis
- Phygadeuon melanarius
- Phygadeuon melanocerus
- Phygadeuon meridionator
- Phygadeuon mignaulti
- Phygadeuon minutus
- Phygadeuon monodon
- Phygadeuon montivagus
- Phygadeuon morio
- Phygadeuon nanus
- Phygadeuon neoflavicans
- Phygadeuon niger
- Phygadeuon nigrescens
- Phygadeuon nigrifemur
- Phygadeuon nitidus
- Phygadeuon norellisomae
- Phygadeuon nortoni
- Phygadeuon obscuratus
- Phygadeuon oporinus
- Phygadeuon optatus
- Phygadeuon ovaliformis
- Phygadeuon ovalis
- Phygadeuon ovatus
- Phygadeuon oviventris
- Phygadeuon pallicarpus
- Phygadeuon paradoxus
- Phygadeuon parallelus
- Phygadeuon pegomyiae
- Phygadeuon petrifactellus
- Phygadeuon pisinnus
- Phygadeuon planicollis
- Phygadeuon plumipes
- Phygadeuon ponojensis
- Phygadeuon praealpinus
- Phygadeuon proruptor
- Phygadeuon pugnator
- Phygadeuon pullulator
- Phygadeuon pumilus
- Phygadeuon punctiger
- Phygadeuon punctipleuris
- Phygadeuon punctiventris
- Phygadeuon quadriceps
- Phygadeuon quintilis
- Phygadeuon reinhardii
- Phygadeuon rhenanus
- Phygadeuon ripicola
- Phygadeuon rotundipennis
- Phygadeuon ruber
- Phygadeuon rubricaudus
- Phygadeuon ruficornis
- Phygadeuon rufipes
- Phygadeuon rugulosus
- Phygadeuon sacharovi
- Phygadeuon salinus
- Phygadeuon sanctipauli
- Phygadeuon sapporoensis
- Phygadeuon scabrosus
- Phygadeuon serotinus
- Phygadeuon similis
- Phygadeuon slossonae
- Phygadeuon solidus
- Phygadeuon stilpninus
- Phygadeuon strigosus
- Phygadeuon striiventris
- Phygadeuon subfuscus
- Phygadeuon submuticus
- Phygadeuon subspinosus
- Phygadeuon subtilis
- Phygadeuon surriensis
- Phygadeuon tenellus
- Phygadeuon tenuiscapus
- Phygadeuon tergestinus
- Phygadeuon thomsoni
- Phygadeuon timidus
- Phygadeuon townsendi
- Phygadeuon trichocubiceps
- Phygadeuon trichops
- Phygadeuon troglodytes
- Phygadeuon truncatus
- Phygadeuon tunetanus
- Phygadeuon tyrolensis
- Phygadeuon unicinctus
- Phygadeuon unidentatus
- Phygadeuon ursini
- Phygadeuon variabilis
- Phygadeuon varicornis
- Phygadeuon variolosus
- Phygadeuon vernalis
- Phygadeuon vexator
- Phygadeuon victoriensis
- Phygadeuon wiesmanni
- Phygadeuon volucellae
- Phygadeuon yonedai
- Phygadeuon zapotecus
- Phygadeuon zonatus